# حصار أوتشاكيف (1788)
كان الحصار الثاني لأوتشاكيف حدث رئيسي في الحرب الروسية العثمانية (1787-1792). في عام 1788، حاصرت القوات الروسية بقيادة الأمير جريجوري بوتيمكين والجنرال ألكسندر سوفوروف المدينة التي كانت تحت سيطرة القوات العثمانية بقيادة حسن باشا. على الرغم من حث سوفوروف على اقتحام المدينة على الفور، قام بوتيمكين بتطويق أوتشاكيف، وقصف المدينة وقطع إمدادات العثمانيين عن الطعام والذخيرة. من خلال إبعاد جنوده عن المعركة المباشرة، قلل بوتيمكين من الخسائر الروسية.